# Communicatio
En retórica, la communicatio, dentro de las figuras literarias, es una de las figuras dialécticas. Consiste en presentar, con fines argumentativos, varias posibilidades como vías de actuación ante una situación determinada. Su expresión se suele hacer mediante una pregunta retórica, dirigida o no al interlocutor.
Ejemplo:
"muchas veces he dudado sobre cuál cosa haré antes: desterrar a ti de la tierra o a mí de mi fama en darte lugar que digas lo que quisieres". (Diego de San Pedro, Cárcel de Amor).
- Datos: Q738162